# اوچ دره مغانلو اغامعلی
اوچ دره مغانلو اغامعلی یک روستا در ایران است که در دهستان قشلاق شرقی واقع شده‌است. اوچ دره مغانلو اغامعلی ۱۴۴ نفر جمعیت دارد.